# Arno Löb
Arno Löb (* 3. April 1949 in Augsburg) ist ein deutscher Musiker und Autor.

## Leben
Löb besuchte die Fachhochschule für Gestaltung in Augsburg. Im Jahr 1977 gründete er Augsburgs erstes Stadtmagazin Lueginsland und später das PR-Magazin Szene, das als Neue Szene weiter existiert. Ebenso gründete Löb die Nonprofit-Konzertagentur AK Afra (Konzerte u. a. mit Can, Rory Gallagher, Kraan, Ton Steine Scherben, Birth Control, Wallenstein, Bröselmaschine, Embryo, Guru Guru, UFO, Doldingers Passport) und das erste Augsburger Platten-Label AuBuMu. Darauf wurden Augsburger Bands produziert.
Er war in den 1980er-Jahren Texter und Stimme der Punk-Band Impotenz, deren Underground-Hit „Nutten an die Macht“ war. Einen Plattenvertrag lehnte Impotenz ab, um von der „Schallplattenindustrie frei zu sein“. Im Jahre 2006 stieg Arno Löb wieder bei Impotenz als Texter und Sänger ein. Ende 2007 ging er mit Impotenz ins Studio, um mit Jawoll falsch ein neues Album aufzunehmen. Die Auskopplung Afghanistan: Tödliche Grüße vom Taliban erschien vorab als Single. Der Song beschäftigt sich kritisch mit dem Einsatz der Bundeswehr in Afghanistan. Dann folgten das Album „Nutten an die Macht“ und „Da must du durch“.
Als Herausgeber produzierte Löb u. a. das Vampir-Lexikon, Draculas Rückkehr, Deutschrock-Lexikon, Hippie-Lexikon und ein Beat-Lexikon. Als Literaturagent gründete er mit Kurt Idrizovic Literatur-Reihen wie „Literatur im Biergarten“, „Literarischkulinarisch“, „Spät-Lese“ und „Sound & Reading“. Mit der Steiermark veranstaltete er in Augsburg das Literatur-Festival „Literarische Graz-Wanderung“.
Das „Festival der Poesie – Moskau/Augsburg“ veranstaltete Löb zusammen mit Kurt Idrizovic 1990 als ein deutsch-russisches Literatur-Festival, mit Poesie, Malerei und Skulpturen. Dazu entwickelte Löb eine Poesie-Pilger-Pfad, der durch das historische Augsburg führte.
Löb betätigt sich als vielfältiger Kultur-Macher in Augsburg und veranstaltet u. a. Manga-Ausstellungen, Kinderfeste (Bücher-Dschungel in der Stadtbücherei) und andere Kulturaktionen für Kinder, Jugendliche und Erwachsene. Sein Motto: „Augsburg muss kulturell löbendiger werden!“ Er ist u. a. Autor des Buches Sweet Baby mein – Roy Blacks wilde Jugendjahre und schrieb das Libretto zu dem Roy-Black-Musical Ganz in Weiß. Gelegentlich betätigt er sich auch als Ideengeber, Schauspieler und Rezitator von Krimis von Peter Garski und anderen Autoren.
Als Kultur-Marketing-Mann machte Löb mit originellen PR-Aktivitäten auch die „Tage des unabhängigen Films“ und das „Augsburger Kinderfilmfest“ populärer.

## Auszeichnungen
Für seinen kulturellen Einsatz erhielt Löb folgende Auszeichnungen:
- silberne Zirbelnuss für originelle Kulturarbeit in Augsburg
- Augsburger Marketingpreis für populäre und erfolgreiches Kulturmarketing

## Bücher
- 1996: Als Herausgeber: Draculas Rückkehr, Neue Vampir-Geschichten deutscher Autoren Weitbrecht, ISBN 3-522-72160-8
- 2012: Der Neuschwanstein Code, Unsichtbar Verlag, ISBN 978-3-942920-09-4